# Natxo Insa
Ignacio Insa Bohigues oder kurz Natxo Insa (* 9. Juni 1986 in Cocentaina) ist ein spanischer Fußballspieler.
Natxo Insa ist der Bruder von Kiko Insa.

## Karriere
Insa begann mit dem Vereinsfußball in der Jugend des Traditionsklubs FC Valencia. 2006 begann er für die Reservemannschaft des Vereins, für die FC Valencia Mestalla aufzulaufen. 2007 wurde er dann in den Kader der ersten Mannschaft aufgenommen und nach einem Ligaspiel an SD Eibar ausgeliehen. 2009 wechselte er zum FC Villarreal und war hier sowohl für die erste als auch für die zweite Mannschaft aktiv. 2011 heuerte er dann bei Celta Vigo an und spielte hier durchgängig zwei Spielzeiten lang.
Im Sommer 2013 wechselte er in die türkische Süper Lig zum südtürkischen Vertreter MP Antalyaspor. Nachdem sein Verein am Saisonende 2013/14 den Klassenerhalt verpasst hatte, verließ Insa ihn wieder.
Im Januar 2015 wechselte er zurück nach Spanien zum Zweitligisten Real Saragossa. Nach einem halben Jahr verließ er den Klub und schloss sich dem Ligakonkurrenten AD Alcorcón an.
Zur Saison 2016/17 wechselte er zum Ligarivalen UD Levante.
2017 ging er nach Malaysia und schloss sich Johor Darul Ta’zim FC aus Pasir Gudang an. Mit dem Verein wurde er 2018, 2019, 2020, 2021, 2022 Meister.

## Erfolge
Johor Darul Ta’zim FC
- Malaysischer Meister: 2018, 2019, 2020, 2021, 2022
- Piala Sumbangsih: 2021, 2022
- Malaysischer-FA-Cup-Sieger: 2022, 2024
- Malaysischer Pokalsieger: 2022, 2023